# كاتيا فرح
كاتيا فرح (5 فبراير 1974 -)، مغنية لبنانية معتزلة.

## عن حياتها
ولدت في بيروت تربت على صوت السيدة فيروز ومواويل صباح وكانت نجمة حفلات المدرسة في الاعياد والمناسبات. ولم تبحث لنفسها عن مهنة أخرى، كذلك لم تقبل أن تتزوج وتنشئ أسرة مثل بقية أشقائها العشرة.

## مشوارها الفني
بدأت من برنامج «ستديو الفن» وفازت بالمركز الأول عن فئة الاغنية البلدية لموسم العام 1992-1993.
وقعت عقد عمل مع المخرج سيمون أسمر لمدة 15 عاماً لمصلحة مكتب «ستوديو الفن» يعطيه الحق بـ30% من كل حفلة تحييها، لكن العقد لم يساهم بانطلاقتها لأنه كان للمكتب أولويات أخرى، ومنها اطلاق نجوم على حساب آخرين، كما جرى مع الفنان وائل كفوري الذي حظي بفرصة ذهبية، فيما بقي عدد كبير من موقعي العقود يراوحون مكانهم، لذا قامت بفسخ عقدها مع المكتب لإخلاله بالشروط وذهبت إلى الخليج العربي، حيث بدأت انطلاقتها الفنية الفعلية مع اغنيتها الأولى لكنني «وينك شارد» عام 1995 في ألبوم مشترك مع عدة نجوم من إنتاج ميوزيك بوكس نجاحاً لافتاً من جمهورالمستمعين والمشاهدين لحفلاتها الأمر الذي شجعها على اطلاق ألبومها الأول وكان بعنوان «نظرة وبسمة» عام 1996 وحققت خطوتها الأولى بنجاح، مما دفع مكتب «ستديو الفن» إلى الاتصال بها مرة جديدة لتوقيع عقد جديد لمدة خمسة اعوام، يعطيه الحق بـ30% من الحفلات التي يؤمنها لها فقط، ويوفر لها فرص الظهور على شاشة «المؤسسة اللبنانية للإرسال»، أصدرت أغنية أحلى شب في نفس العام خلال الانتخابات النيابية اللبنانية وحققت نجاحا كبيرا غطت على أجواء الانتخابات، حققت خطوة ثانية ناجحة في هذه المرحلة مع أغنية «أحلى شب» لكن فرصتها لم تكتمل، فقد اتضح لها ان «المخرج سيمون أسمر مزاجي ونفسه قصير. فقد دعمنها فترة ثم ركنها على الرف واهملنها لمصلحة فنانين آخرين، مما اضطرها إلى فسخ العقد مرة ثانية، لأنها لم تحب أن يتسلط عليها أحد ويقيد شخصيتها وانطلاقتها، فقد كان اسمر يحاول إلزامها بانتاج أغنياتها على حسابها مقابل مبالغ مرتفعة».، قامت بالمشاركة في العديد من المهرجانات والحفلات في لبنان، سوريا،الأردن، الخليج العربي ومصر، أصدرت آخر أغانيها عام 2002 وكانت بعنوان كم وكم من كلمات علياء الدالاتي وألحان وسام الأمير وصورتها مع المخرج عدنان إبراهيم 

## إعتزالها وحقيقة زواجها
عام 2002 أشيع خبر زواجها من شخصية عربية بارزة سرا لكنها نفتها وقالت إنها عندما تتنزوج ستقوم بإشهارة أمام الملأ إبتعدت عن الفن في مطلع العام 2005 بعد بحثها عن شركة إنتاج تتبناها وممول لأعمالها، أشيع زواجها من رجل أعمال سعودي لتشهر إسلامها على يده وتقيم معه في مدينة جدة [محل شك]

## ألبومات
| الألبوم    | العام | المنتج       |
| ---------- | ----- | ------------ |
| نظرة وبسمة | 1996  | ميوزيك ماستر |
| نادى قلبي  | 1998  | ميوزيك ماستر |

## فيديو كليبات
| الأغنية              | المخرج        | المنتج       | العام |
| -------------------- | ------------- | ------------ | ----- |
| نظرة وبسمة وغمزة عين | آدي حناشبيان  | ميوزيك ماستر | 1996  |
| نادى قلبي            |               | ميوزيك ماستر | 1998  |
| لو مر الهوى          | باسم كريستو   | ميوزيك ماستر | 2001  |
| إنت الحبيب           | عدنان إبراهيم | ميوزيك ماستر | 2001  |
| كم وكم               | عدنان إبراهيم | ميوزيك ماستر | 2002  |

## أغاني منفردة
- وينك شارد (1995)
- أحلى شب (1996)
- عيون القلب ديو مع وضاح شبلي (1998)
- لو مر الهوى (2001)
- إنت الحبيب (2001)[11]
- كم وكم (2002)[12]

## المهرجانات
- مهرجانات وحفلات في  لبنان  الأردن الكويت الإمارات العربية المتحدة  سوريا
- مهرجان صيف صلالة 2001  عُمان
- مهرجان الأغنية العربية الثامن 2002  مصر